# Traición occidental

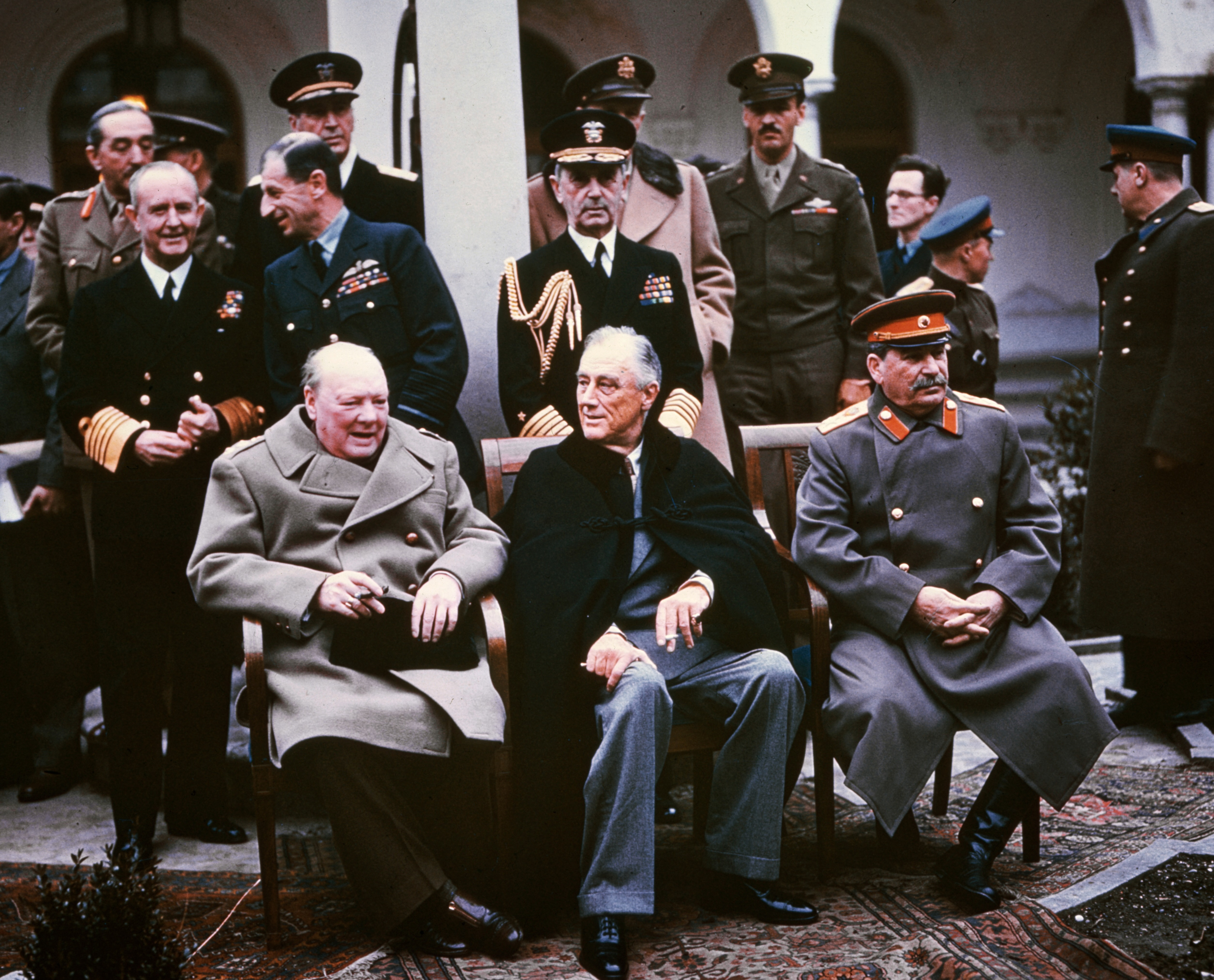
Los líderes de los Aliados en la Conferencia de Yalta (febrero de 1945): Winston Churchill, Franklin D. Roosevelt y Iósif Stalin.

La traición occidental, también denominada traición de Yalta, fue la política externa aplicada por varios países occidentales entre 1919 y 1968 concerniente a Europa del Este y Central. Estas políticas violaron los pactos y acuerdos de los Aliados llevados a cabo durante el periodo que se extiende desde la firma del Tratado de Versalles y la Segunda Guerra Mundial hasta la Guerra Fría.
La percepción de "traición" surge porque los Aliados Occidentales promovían la democracia y el derecho a la autodeterminación mediante la firma de pactos y la formación de alianzas militares antes y durante la Segunda Guerra Mundial, pero más tarde abandonaron aparentemente estos pactos, ya que, por ejemplo, aceptaron que la Alemania nazi se anexase sectores de Checoslovaquia (Acuerdos de Múnich) y abandonaron a sus aliados polacos durante la Invasión de Polonia de 1939 y durante el Alzamiento de Varsovia en 1944.
Las potencias occidentales, además, firmaron el acuerdo de Yalta y después de la Segunda Guerra Mundial hicieron nada o muy poco para evitar que estos estados cayeran bajo la influencia y el control del comunismo soviético. Además, cuando estalló la Revolución húngara de 1956, Hungría no recibió apoyo moral ni militar de las potencias occidentales durante el alzamiento, el cual finalmente fue reprimido por las Fuerzas Armadas Soviéticas.
En 1968 se repitió el mismo escenario, cuando el ejército del Pacto de Varsovia liderado por la Unión Soviética invadió la República Socialista de Checoslovaquia para reprimir los cambios introducidos durante la Primavera de Praga en el sistema gobernante comunista.
Con respecto a la Conferencia de Yalta y sus consecuencias, algunos historiadores discuten el concepto de "traición occidental", bajo el pobre argumento de que el primer ministro británico Winston Churchill y el Presidente de los Estados Unidos Franklin D. Roosevelt no tenían más opción que aceptar las demandas que su aliado, el gobernante soviético Iósif Stalin, pronunció en la Conferencia de Teherán y más tarde en Yalta. Sin embargo, existieron algunos juicios erróneos concernientes al poder de la Unión Soviética sobre las potencias occidentales, de manera muy similar al caso de la Alemania nazi una década antes. 
Los defensores de Yalta suelen apoyar la idea de que Yalta fue realmente una traición por parte de los países de Europa Central y del Este sin considerar la suerte de Polonia. Las fuerzas polacas habían combatido contra los alemanes durante más tiempo que cualquier otro país desde el principio de la guerra. Pelearon junto a las tropas de los Estados Unidos, Gran Bretaña y la Unión Soviética en la mayoría de las campañas importantes en Europa, incluyendo la Batalla de Berlín. En la etapa final de la guerra, las tropas polacas de todos los frentes europeos, excluyendo el Armia Krajowa, sumaban más de seiscientos mil soldados (entre infantería, tropas armadas, fuerza aérea y marina). Estas cifras convirtieron a las Fuerzas Armadas de Polonia en la cuarta más numerosa, después de la Unión Soviética, los Estados Unidos y Gran Bretaña. El gobierno de Polonia en el exilio fue un aliado oficial de los Estados Unidos y de Gran Bretaña. Pese a todo esto, Roosevelt no evitó la instalación de un gobierno comunista en Polonia.
Otros historiadores sugieren que Churchill no urgió a Roosevelt para que continuase con la acción militar en Europa, pero en contra de la Unión Soviética, para evitar que la URSS extendiese su control más allá de sus fronteras. Roosevelt confiaba ciegamente en la seguridad de Stalin y se negó a hacer caso de la aparente sugerencia de Churchill para asegurar la libertad de toda la Europa no soviética. Sin el apoyo de los Estados Unidos, el Reino Unido, cuya fortaleza estaba muy desgastada tras seis años de guerra, fue incapaz de hacer algo en apoyo de las repúblicas de Europa Oriental. Incluso sin el apoyo estadounidense, la ejecución de las acciones en contra de la Unión Soviética habría sido altamente incierta. No obstante se debe recordar el apoyo de Churchil a los soviéticos incluso en desmedro de sus fuerzas armadas en Extremo Oriente, por lo que esta visión es poco plausible.

## Diplomacia y Europa Central en el periodo de entreguerra
Desde 1919, Francia mantenía una política que consistía en la construcción de un cordon sanitaire (línea de cuarentena) en Europa Oriental, diseñada para que contuviese a Alemania y a las naciones soviéticas con sus ideologías, a las cuales se comparaba metafóricamente con enfermedades. La caída de la República Soviética Húngara de Béla Kun en 1919 en manos de las fuerzas combinadas de Rumania, Checoslovaquia y Francia fue un ejemplo temprano de la fuerza de la línea de cuarentena. En 1921, Francia firmó una alianza defensiva con Polonia mediante la cual ambos estados se comprometían en ayudar al otro si alguno era atacado por otra potencia europea. En 1924, 1926 y 1927, las autoridades francesas firmaron alianzas defensivas similares con Checoslovaquia, Rumania y Yugoslavia, respectivamente.
En 1925, Francia firmó nuevos tratados con Polonia y Checoslovaquia, los cuales ajustaron los niveles de cooperación militar entre los estados firmantes. Además, los franceses trataron de transformar la Pequeña Entente de Checoslovaquia, Rumania y Yugoslavia, la cual había sido establecida en 1921 para oponerse a los húngaros, en una alianza antialemana. En 1921, Polonia y Rumania habían firmado una alianza defensiva conjunta; esta unión fue lo más cerca que llegó Polonia de la Pequeña Entente. Los franceses habrían preferido que Polonia fuese miembro, pero el antagonismo entre este país y Checoslovaquia volvía imposible la idea. 
Más allá del convenio de la Liga de las Naciones, Gran Bretaña no tenía compromisos defensivos en Europa Oriental en la década de 1920 y dejaron establecido que querían mantenerse así. En 1925, el secretario británico de Asuntos Exteriores, sir Austen Chamberlain, declaró en público que el corredor polaco "no vale los huesos de un solo granadero británico".
A finales de la década de 1920 y principios de la siguiente, se estableció un complicado conjunto de alianzas entre las naciones de Europa, con el objetivo de prevenir guerras futuras, ya fuera con Alemania o con la Rusia soviética. En 1932 y nuevamente en 1934, Polonia firmó un pacto de no agresión de diez años con la Unión Soviética. También en 1932, los soviéticos firmaron pactos de no agresión de diez años con Finlandia, Estonia y Letonia. En enero de 1934, Alemania y Polonia firmaron otro pacto de no agresión por diez años; al año siguiente, los soviéticos firmaron tratados de alianza con Francia y Checoslovaquia. El tratado soviético-checoslovaco comprometía a los soviéticos a ayudar a Checoslovaquia si era atacada por un país vecino, al igual que lo había hecho anteriormente Francia.
En noviembre de 1933, comenzaron a circular rumores en París de que Francia, Bélgica y Polonia estaban considerando una opción de "guerra preventiva" contra Alemania. El historiador británico Lewis Bernstein Namier declaró más tarde que los polacos les habían propuesto a los franceses una guerra preventiva en ese momento, pero que los franceses habían declinado la oferta. Sin embargo, no existe evidencia en los archivos de ninguno de los tres países de la consideración de la "guerra preventiva" en 1933.

## Checoslovaquia
El término "traición occidental" (en checo: zrada Západu) fue creado después de la Conferencia de Múnich (1938) cuando Checoslovaquia fue obligada a ceder parte de su territorio (la zona de Sudetenland, ocupada mayormente por alemanes) a la Alemania nazi, perdiendo el sistema de fortificaciones en las fronteras y su principal medio de defensa contra las invasiones alemanas. Esto expuso a los ciudadanos checoslovacos al régimen nazi y sus atrocidades. 
Los políticos checos se unieron a los periódicos en el uso regular del término, y, junto con el sentimiento asociado, se convirtió en un estereotipo entre los checos que condenaban la facilidad con que Gran Bretaña y Francia aceptaban las presiones nazis contra Checoslovaquia en lugar de rechazar las apetencias de Hitler reiterando su apoyo bélico para sus aliados checoslovacos, acusando a las potencias de Europa Occidental de traición. Los términos checos Mnichov (Múnich), Mnichovská zrada (traición de Múnich), Mnichovský diktát (Legislación de Múnich) y zrada spojenců (traición de los aliados) surgieron al mismo tiempo y tienen el mismo significado. El poeta František Halas publicó un poema que versa sobre "tocar la campana de la traición". Winston Churchill mismo dijo al primer ministro británico Neville Chamberlain: "Usted tuvo que elegir entre la guerra o la deshonra. Eligió la deshonra, pero nos llevará a la guerra".
Después de que los comunistas locales asumieran todo el poder en Checoslovaquia en 1948 tras un golpe de Estado apoyado por la Unión Soviética, se hizo referencia a la traición occidental frecuentemente como propaganda política, sosteniendo que Checoslovaquia nunca debía contar con la alianza de las democracias capitalistas pues éstas ya le habían abandonado a su suerte en Múnich en 1938. Esta interpretación de la historia era oficialmente sostenida y la única permitida, en tanto concluía que sólo la URSS podría ser un aliado fiable para los checoslovacos.

## Polonia

### Después de la Primera Guerra Mundial
Después de la Primera Guerra Mundial, Polonia recuperó su independencia tras ciento veintitrés años de particiones. Aunque los victoriosos Aliados Occidentales proclamaron su apoyo a una Polonia independiente, su verdadero apoyo era limitado. Un ejemplo fue el asunto de Silesia. Varios políticos franceses y británicos deseaban que la región industrial de Silesia permaneciera como parte de Alemania, para que Alemania pudiese pagar más fácilmente las reparaciones de los destrozos causados por la Gran Guerra a Francia y sus aliados. Gran Bretaña no brindó ayuda a Polonia durante las Revueltas de Silesia de 1921. 
Bajo los términos del Tratado de Versalles, debía efectuarse un plebiscito para determinar qué áreas de Silesia, conformada por individuos de distintas etnias, serían cedidas a Polonia y cuales seguirían siendo parte de Alemania. En algunos distritos de Alta Silesia, la mayoría de las personas eran polacas y optaban por Polonia; la mayoría en el resto de Alta Silesia optaba por Alemania. Después del plebiscito, los alemanes se resistieron a ceder Alta Silesia, bajo el pretexto de que el Tratado de Versalles no solicitaba que Silesia se dividiese en distritos. La interpretación alemana era que la mayoría de la gente de Silesia había elegido Alemania, por lo que toda la zona debía seguir siendo alemana. Gran Bretaña apoyaba este punto de vista. En efecto, en Versalles se había declarado claramente que Alta Silesia sería dividida en distritos después del plebiscito.
Sin embargo, Francia y el ejército francés en Silesia tomaron una posición favorable a Polonia durante el alzamiento polaco de 1921. En los años inmediatos a la finalización de la Primera Guerra Mundial, la política francesa fue la de debilitar a Alemania lo máximo posible, y ya que los franceses no podían obtener la frontera que los polacos querían en Silesia, la actitud francesa hacia los polacos en relación con la disputa por Silesia fue notablemente propolaca y antialemana. De hecho, hubo un ultimátum de París que obligaba a los alemanes a retirar sus fuerzas de Silesia en junio de 1921.
Visiblemente, la opinión británica de que toda Silesia debía permanecer alemana se basaba en la creencia de que esto le permitiría a Alemania pagar los gastos de guerra a Francia; hacia 1921, Londres había abandonado cualquier reclamo contra Alemania y estaba presionando fuertemente tanto a Francia como a Bélgica para que bajasen lo máximo posible los reclamos de dinero para reparaciones. El argumento británico sobre las reparaciones era mayormente un intento para influenciar la opinión pública francesa; la verdadera razón por la que Londres apoyaba a Alemania era la creencia de que si Alemania perdía demasiado territorio, podría destruirse la frágil República de Weimar y conducir a los extremistas al poder. 
Por lo tanto, la política británica hacia Silesia en 1921 estaba ampliamente motivada por el deseo de consolidar la democracia en Alemania. Pese a que los británicos estaban dispuestos a apoyar una interpretación de Versalles que violaba tanto su texto como su espíritu, y pese a que los polacos estaban comprensiblemente disgustados con la actitud proalemana de Londres en este asunto, es muy difícil justificar la palabra "traición" para referirse al hecho de que Gran Bretaña no apoyase a los rebeldes polacos en Silesia, ya que no se había comprometido jamás a hacerlo. 
Durante la Guerra Polaco-Soviética (1918–1921), existió un debate entre los políticos occidentales para decidir a qué lado debían apoyar: los rusos Blancos (que representaban a los antiguos fieles al Imperio ruso), los nuevos revolucionarios bolcheviques o los nuevos países independientes que trataban de recuperar su territorio a expensas de las potencias que habían perdido la Gran Guerra. Finalmente, Francia y Gran Bretaña decidieron apoyar a los rusos Blancos y a Polonia; sin embargo, su apoyo a Polonia se limitó a los pocos cientos de soldados de la misión militar francesa en el país. Además, al principio de la década de 1920, cuando parecía que Polonia perdería la guerra (lo cual no sucedió), los diplomáticos occidentales alentaron a Polonia para que se rindiese y se amoldase a las grandes pérdidas de territorio que sufriría como consecuencia (véase Línea Curzon).
En julio de 1920, Gran Bretaña anunció que enviaría grandes cantidades de suministros militares que habían sobrado de la Gran Guerra a Polonia, pero una amenazante huelga general por parte del Trades Union Congress, cuyos representantes estaban en contra del apoyo británico a la "Polonia Blanca" aseguró que ninguna de las armas que debían enviarse a Polonia fuesen más allá de los puertos británicos. El primer ministro británico David Lloyd George nunca había sido muy entusiasta con la idea de apoyar a los polacos, y había sido presionado por los miembros más derechistas de su Gabinete, tales como lord Curzon y Winston Churchill para que no entregase los suministros. La amenazante huelga general fue una excusa conveniente para Lloyd George, ya que le permitió respaldar sus decisiones. Los franceses también sufrieron trabas en sus intentos de ayudar a Polonia, en su caso por la negativa de los trabajadores portuarios de Danzig (actual Gdańsk, Polonia) a descargar suministros para Polonia. Por otra parte, los esfuerzos de Francia por enviar ayuda a Polonia por tierra fueron desbaratados por la negativa de Checoslovaquia y Alemania (ambos países con disputas por fronteras con Polonia) a permitir que cualquier tipo de colaboración hacia Polonia cruzase sus fronteras.

### Hacia 1939

#### Diplomacia
En los años posteriores al final de la Primera Guerra Mundial y a la Guerra Polaco-Soviética, Polonia había firmado alianzas con varias potencias europeas. La más importante fue la alianza militar con Francia firmada el 19 de febrero de 1921 y la alianza defensiva con Rumania, del 3 de marzo de 1921. La alianza con los franceses fue un factor importante en las relaciones exteriores bélicas polacas, y fue vista como la principal garantía de paz en Europa Central; la doctrina militar de Polonia fue muy influenciada por esta alianza. 
A medida que se acercaba el estallido de la Segunda Guerra Mundial, ambos gobiernos empezaron a planear la renovación de las promesas bilaterales. Esto se logró en mayo de 1939, cuando el general Tadeusz Kasprzycki firmó un protocolo secreto (más tarde ratificado por ambos gobiernos) relacionado con la alianza militar franco-polaca con el general Maurice Gamelin. Se acordó que Francia garantizaría a su aliado un crédito militar "lo más pronto posible". En el caso de que Polonia entrase en guerra con Alemania, Francia prometió que se involucraría de inmediato en los combates menores en tierra y en aire, y que comenzaría con una ofensiva mayor ("con la mayoría de sus fuerzas") no más que quince días después de la declaración de guerra.
El 30 de marzo de 1939, el gobierno del Reino Unido anunció que defendería a Polonia si Alemania la atacaba, y a Rumania si existiesen "otras amenazas". La razón de la "garantía" de seguridad que el gobierno del Reino Unido le ofreció a Rumania y Polonia fue el pánico que existía en ambos países por unos rumores (que serían falsos), los cuales afirmaban que los alemanes invadirían Rumania a finales de marzo de 1939. Si los alemanes se apoderaban de Rumania, nación rica en petróleo, en una futura guerra anglo-germánica un bloqueo naval británico no produciría escasez de petróleo en Alemania. Desde el punto de vista de Londres, era imperativo proteger los pozos petrolíferos rumanos de los alemanes.  
La "garantía" británica a Polonia se basó únicamente en la conservación de la independencia polaca, y excluyó de manera explícita la integridad territorial del país. Las razones de la garantía política están claramente explicadas en un memorándum de la Oficina Extranjera, escrito en el verano de 1939, el cual dice que era esencial prevenir que Hitler "se expandiese hacia el este, y obtuviese control sobre los recursos de Europa Central y Oriental", lo cual le permitiría "atacar los países occidentales con fuerza incontrolable". El objetivo básico de la política exterior británica entre 1919 y 1939 era prevenir otra guerra mundial con una mezcla de "premios y castigos". El "castigo" en este caso fue la "garantía" de marzo de 1939, la cual pretendía evitar que Alemania atacase a Polonia o Rumania. 
Esta declaración fue modificada en abril, cuando el ministro de Asuntos Exteriores polaco, el coronel Józef Beck, se reunió con Neville Chamberlain y lord Halifax. Después de las conversaciones firmaron un tratado de asistencia mutua. El 25 de agosto se firmó el Pacto Polaco-Británico de Defensa Común, como un anexo de la alianza franco-polaca. Al igual que la "garantía" del 30 de marzo, la alianza anglo-polaca comprometía a Gran Bretaña a defender únicamente la independencia polaca y apuntaba claramente a evitar un ataque alemán. En el caso de que estallase la guerra, el Reino Unido comenzaría hostilidades lo más pronto posible, y se uniría al combate en tierra tan pronto la Fuerza Expedicionaria Británica llegase a Francia. Además, se garantizó un crédito militar y se aseguró que a principios del otoño llegarían armas a los puertos polacos o rumanos.  
El 4 de mayo de 1939 se llevó a cabo una reunión en París, en la cual se decidió que "la suerte de Polonia depende del desenlace final de la guerra, el cual dependerá más de nuestra habilidad para vencer a Alemania que de nuestra ayuda a Polonia en el inicio". El gobierno polaco no fue notificado de esta decisión, y las charlas anglo-polacas en Londres continuaron. El 22 de agosto estuvo listo para ser firmado un tratado de alianza militar completo, pero el gobierno británico pospuso la firma hasta el 25 de agosto de 1939.
Al mismo tiempo, en Moscú, se llevaron a cabo conversaciones entre los alemanes y los soviéticos, que desembocaron en el Pacto Ribbentrop-Mólotov en las primeras horas del 24 de agosto. El texto completo del tratado, incluyendo el protocolo adicional secreto en el que se asumía la partición de Polonia y se comprometía al Ejército Rojo a prestar ayuda a Alemania en caso de guerra, llegó a oídos del gobierno de los Estados Unidos por intermedio de Hans von Herwarth, un informador estadounidense infiltrado en el Ministerio de Asuntos Exteriores de Alemania. El gobierno polaco tampoco fue informado de este hecho.